# Quốc lập Vườn quốc gia Vịnh Wakasa
Quốc lập Vườn quốc gia Vịnh Wakasa (若狭湾国定公園 Wakasa Wan Kokutei Koen) là một Khu bảo tồn được coi như Vườn quốc gia nằm ở Fukui và Kyōto, Nhật Bản. Được thành lập vào năm 1955, tính năng trung tâm của khu bảo tồn này chính là bờ biển rìa của Vịnh Wakasa. Năm 2005, diện tích 11 km2 (4,2 dặm vuông Anh) của vùng đất ngập nước Hồ Mikata đã được chỉ định một khu Ramsar.
Các khu vực tự nhiên đáng chú ý tại đây gồm có đảo Kanmurijima, Kutsujima, vùng hồ Mikata, núi Aoba, bán đảo Sotomo, bãi biển Kehi Matsubara.